# Adelocephala verana
Adelocephala verana är en fjärilsart som beskrevs av William Schaus 1900. Adelocephala verana ingår i släktet Adelocephala och familjen påfågelsspinnare. Inga underarter finns listade i Catalogue of Life.